# Weidenthal
Weidenthal este o comună din landul Renania-Palatinat, Germania.